# Carl Peter Thunberg

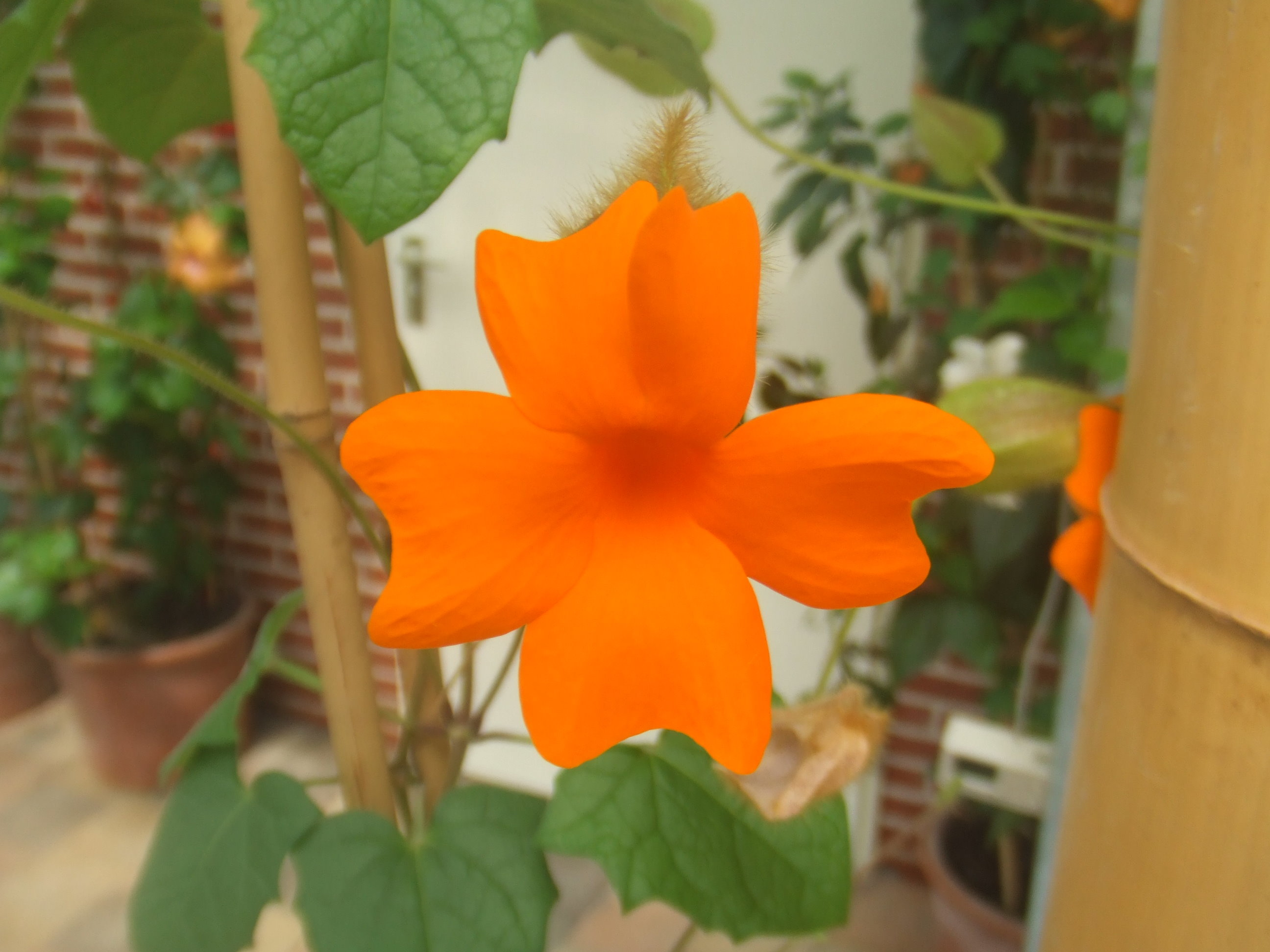
Thunbergia is een geslacht van bloeiende planten vernoemd naar de Zweedse botanicus.

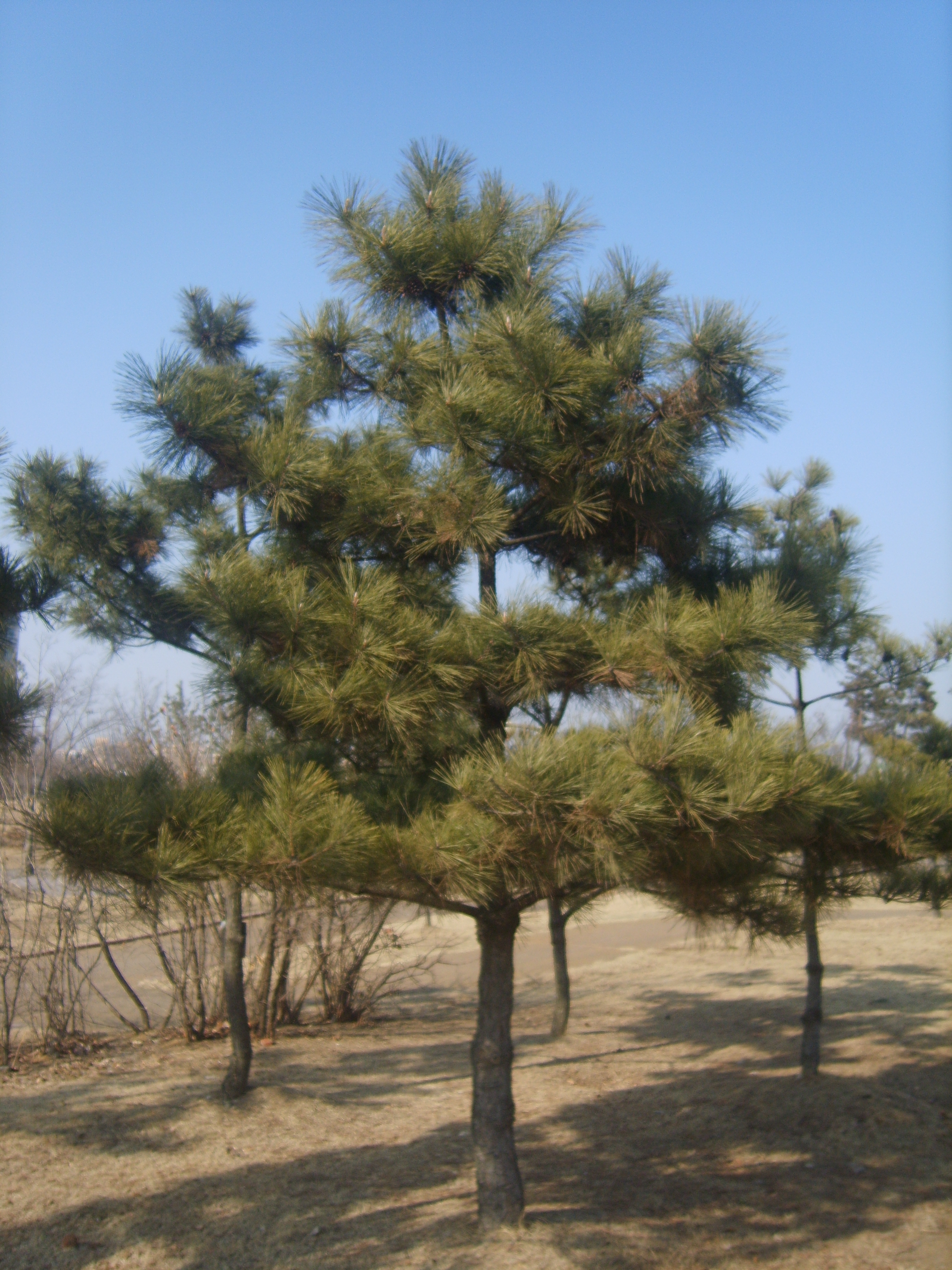
Pinus thunbergii is vernoemd naar Thunberg.

Carl Peter Thunberg (Jönköping, 11 november 1743 - Thunaberg (bij Uppsala), 8 augustus 1828) was een Zweedse natuuronderzoeker. Hij was een student van Carl Linnaeus. Hij werd met de Vereenigde Oostindische Compagnie (VOC) uitgestuurd naar Japan om als arts te dienen voor de daar aanwezige VOC-ers en om planten en zoölogische specimens te verzamelen.Hiervoor verbleef hij eerst drie jaar in Zuid-Afrika om Nederlands te leren. Op tochten in het binnenland verzamelde hij ook daar dier- en plantenmateriaal.

## Jeugd en opleiding
Carl Peter Thunberg werd in de Zweedse stad Jönköping geboren. Hij studeerde medicijnen en natuurfilosofie aan de Universiteit van Uppsala, waar de Zweedse arts en plantkundige Carl Linnaeus onderwijs gaf. Hij verdedigde zijn dissertatie in het jaar 1767. Het doctoraat ontving hij toen hij al in Zuid-Afrika was. Na zijn reis werd hij hoogleraar in de medicijnen en de natuurfilosofie aan de Universiteit in Uppsala, wat hij bleef tot zijn overlijden.
Linnaeus wilde zijn taxonomiesysteem wereldwijd uittesten. Daarom stimuleerde hij Thunberg en andere studenten om op wetenschappelijke expedities te gaan. Thunberg verliet Zweden in 1770 om in Parijs verder te studeren. Onderweg bezocht hij de Nederlandse steden Leiden en Amsterdam, waar bekenden van Linné hem welkom heetten. Daar ontmoette Thunberg ook de Nederlandse botanicus en arts Johannes Burman, die hem toegang tot de Verenigde Oost-Indische Compagnie (VOC) verschafte, om met deze organisatie overzeese koloniën en het Nederlandse handelspunt in Japan te bezoeken. Zijn opdracht was daar planten voor de botanische tuin van Leiden te verzamelen. In december 1771 voer een schip van de VOC, waar Thunberg als chirurgijn (scheepsarts) was aangesteld, uit de haven. De eerste reisbestemming was de kaap van Afrika.

## Doorreis in Zuid-Afrika en Java
Thunberg verbleef drie jaren in de Nederlandse kolonie in Zuid-Afrika. Het doel van dit verblijf was Nederlands te leren, om in Japan als Nederlandse medereiziger binnen te komen. De Japanse regering liet in deze tijd geen andere mensen uit Europese naties binnen. Zijn inkomsten waren beperkt, maar hij kon zich toch vrij door de omgeving bewegen. In Zuid-Afrika voerde hij drie langere expedities uit, waarbij hij het binnenland bestudeerde en een opmerkelijk aantal specimens van de Afrikaanse flora en fauna verzamelen kon.
In maart 1775 reisde hij verder naar Batavia (huidige Jakarta) op Java. Hij bleef daar twee maanden op het centrale steunpunt van Nederlands Indië en bezocht ook de Javaanse steden Samarang en Buitenzorg.

## Bezoek in Japan
De VOC stelde Thunberg aan als arts op de Japanse vestiging. Daar begeleidde hij een compagnieschip naar de Japanse havenstad Nagasaki in augustus 1775. Nu had hij een stabiel inkomen maar als 'allochtoon' was hij ín zijn doen en laten beperkt omdat Nederlanders op het kleine, kunstmatige eiland Deshima voor de baai van Nagasaki moesten blijven. Nochtans ruilde Thunberg zijn kennis in geneeskunde voor nieuwe specimens met weetgierige tolken. Bovendien mocht hij als chirurgijn het Opperhoofd van de Compagnie begeleiden op de verplichte lange reis naar het hof van Edo. Thunberg gebruikte deze kans om planten te verzamelen en de omgeving te observeren. Daarenboven ontmoette hij Japanse geleerden van de zogeheten Nederlandse wetenschappen (rangaku) die nieuwsgierig waren naar Europese kennis. Ook na zijn terugkeer in Zweden hield hij contact met hen.

## Terugkeer naar Europa
Thunberg verliet Japan in november 1776. Op terugreis bezocht hij Java nog een keer. Daarna reisde hij naar het huidige Sri Lanka, toen Ceylon, waar hij zes maanden verbleef. Tijdens dit verblijf kwam hij in de gelegenheid om nog veel meer planten te verzamelen. Hij vertrok ook weer naar Zuid-Afrika, maar reisde al na twee weken verder naar Amsterdam.
Voordat hij in Zweden arriveerde, ging Thunberg nog naar Londen. Daar maakte hij kennis met natuuronderzoekers Joseph Banks en Johann Reinhold Forster, die allebei medereizigers van James Cook waren. Forster toonde hem zijn collecties van de expedities met Cook. Thunberg zag in Londen ook de Japanse collectie van Engelbert Kaempfer uit het eind van de zeventiende eeuw.
Terug in Zweden in maart 1779, vernam hij dat Linnaeus een jaar eerder was overleden. Hij werd tot slot hoogleraar bij de Universiteit in Uppsala. De ervaringen tijdens zijn zevenjarige tocht publiceerde  hij in een reisverhaal. Tevens schreef hij wetenschappelijke boeken over Japanse planten en de Zuid-Afrikaanse flora.
Op de IOC World Bird List staan zes vogelsoorten die door hem zijn beschreven, waaronder de zanghavik (Melierax canorus) uit Zuid-Afrika.

## Selectie van Publicaties
- Reisen in Afrika und Asien, vorzüglich in Japan, während der Jahre 1772–1779.(1792). Vertaald uittreksel van Kurt Sprengel.
- Reise durch einen Theil von Europa, Afrika und Asien, hauptsächlich in Japan, in den Jahren 1770 bis 1779 (1794). Duitse vertaling van Christian Heinrich Groskurd. Eerste[7] en tweede band[8] online beschikbaar.

Illustratie van de Kaap de Goede Hoop in de Duitse vertaling van het reisverhaal

- Flora Japonica (1784).
- Flora Capensis (1818).[9]

## Appendix
- Bibsys: 90294021
- Biblioteca Nacional de Chile: 000250600
- Biblioteca Nacional de España: XX1764384
- Bibliothèque nationale de France: cb11926622p (data)
- Author citation (botany): Thunb.
- CiNii: DA04792057
- Gemeinsame Normdatei: 119036495
- International Standard Name Identifier: 0000 0001 0890 9989
- KulturNav: c1fe7fee-ebfb-4af7-81dd-ac5e2ee3a61e
- Library of Congress Control Number: n85070562
- Mathematics Genealogy Project: 135259
- Bibliotheek van het Japanse parlement: 00476170
- Nationale Bibliotheek van Tsjechië: nlk20000089576
- Nationale bibliotheek van Australië: 35794745
- Nationale Bibliotheek van Israël: 987007269082505171
- Nationale Bibliotheek van Polen: a0000001162749
- Nationale en Universitaire bibliotheek Zagreb: 000102519
- Nederlandse Thesaurus van Auteursnamen: 070149100
- Réseau des bibliothèques de Suisse occidentale: 02-A003899713
- Istituto Centrale per il Catalogo Unico: UBOV126834
- LIBRIS: 242296
- SNAC: w68w3prj
- Système universitaire de documentation: 033835624
- Museum of New Zealand Te Papa Tongarewa: 49920
- Trove: 1090945
- Virtual International Authority File: 41847187
- WorldCat: E39PBJyxbm9kHrmkmxkDxhjQv3